# Gastroserica roessneri
Gastroserica roessneri är en skalbaggsart som beskrevs av Ahrens 2000. Gastroserica roessneri ingår i släktet Gastroserica och familjen Melolonthidae. Inga underarter finns listade i Catalogue of Life.